# Mina de diamants Lúo
La Mina de diamants Lúo o àrea de concessió Luo-SMCC es troba al nord-est d'Angola, a la província del sud de Lunda Norte. L'extensió d'aquesta àrea de concessió és de 225 km².
La mina Luo es troba a uns 75 km de Lucapa, capital de la província de Lunda Nord, aproximadament a 80 quilòmetres al nord de Saurimo, la capital provincial de Lunda Sul, i a 1300 km de Luanda, la capital d'Angola, on està la seu de l'empresa.